# 2019-es U21-es labdarúgó-Európa-bajnokság
A 2019-es U21-es labdarúgó-Európa-bajnokságot Olaszországban és San Marinóban rendezték meg. Ez volt az U21-es Európa-bajnokság 22. kiírása. (A 25., ha az U23-as korszakot is ideszámítjuk) Olaszországot és San Marinót UEFA Végrehajtó Bizottsága 2016. december 9-én, a svájci Nyonban tartott ülésén nevezte meg házigazdaként. A tornára 2019. június 16-a és 30-a közt került sor. A részvételre az 1996. januárja után született játékosok voltak jogosultak.
A négy elődöntős nemzet kijutott a 2020. évi nyári olimpiai játékok férfi labdarúgótornájára. Ez volt az első U21-es labdarúgó-Európa-bajnokság, amin a videobírót alkalmazták.

## Selejtezők
Összesen 55 UEFA nemzet nevezett a torna selejtezőire, Olaszország válogatottja pedig automatikus résztvevő lett, a többi 54 csapat pedig kvalifikációs versenyen mérte össze tudását, hogy a fennmaradó 11 helyet megszerezzék. A selejtezősorozat 2017 márciusától és 2018 novemberéig tartott, valamint két fordulóból állt:
Selejtező csoport szakasz: Az 54 csapatot kilenc csoportba osztották. Minden csoport tagjai oda-vissza vágós rendszerben mérkőztek egymással. A kilenc csoportgyőztes automatikusan kijutott a tornára, míg a legjobb négy második helyezett a play-offban vehetett részt.
Rájátszás: A négy csapatot párba sorsolták és oda-vissza vágós rendszerben eldöntötték, kié legyen a maradó két Európa-bajnoki részvételi jog.

### Résztvevők
| Csapat        | Kvalifikáció módja     | Kvalifikáció dátuma | Eddigi részvételek száma | Legutóbbi részvétel | Legjobb eredmény                           |
| ------------- | ---------------------- | ------------------- | ------------------------ | ------------------- | ------------------------------------------ |
| Olaszország   | Házigazda              | 2016. december 9.   | 20                       | 2017                | Győztes (1992, 1994, 1996, 2000, 2004)     |
| Spanyolország | A 2. csoport győztese  | 2018. szeptember 6. | 14                       | 2017                | Győztes (1986, 1998, 2011, 2013)           |
| Franciaország | A 9. csoport győztese  | 2018. szeptember 7. | 9                        | 2006                | Győztes (1988)                             |
| Anglia        | A 4. csoport győztese  | 2018. október 11.   | 15                       | 2017                | Győztes (1982, 1984)                       |
| Szerbia       | A 7. csoport győztese  | 2018. október 12.   | 11                       | 2017                | Győztes (1978)                             |
| Németország   | Az 5. csoport győztese | 2018. október 12.   | 12                       | 2017                | Győztes (2009, 2017)                       |
| Horvátország  | Az 1. csoport győztese | 2018. október 15.   | 3                        | 2004                | Csoportkör (2000, 2004)                    |
| Dánia         | A 3. csoport győztese  | 2018. október 16.   | 8                        | 2017                | Elődöntő (1992, 2015)                      |
| Belgium       | A 6. csoport győztese  | 2018. október 16.   | 3                        | 2007                | Elődöntő (2007)                            |
| Románia       | A 8. csoport győztese  | 2018. október 16.   | 2                        | 1998                | Negyeddöntő (1998)                         |
| Lengyelország | Play-off győztes       | 2018. október 20.   | 7                        | 2017                | Negyeddöntő (1982, 1984, 1986, 1992, 1994) |
| Ausztria      | Play-off győztes       | 2018. október 20.   | 1                        | –                   | Újonc                                      |

## Helyszínek
Az Olasz labdarúgó-szövetség 2016. december 9-én jelölte ki a torna hat helyszínéül szolgáló várost és stadiont.
| Bologna                                                    | Reggio nell'Emilia                  | Cesena              |
| Stadio Renato Dall'Ara                                     | Mapei Stadium – Città del Tricolore | Stadio Dino Manuzzi |
| Férőhely: 38,279                                           | Férőhely: 23,717                    | Férőhely: 23,860    |
|                                                            |                                     |                     |
| Bologna Reggio nell'Emilia Cesena Trieszt Udine San Marino |                                     |                     |
| Trieszt                                                    | Udine                               | San Marino          |
| Stadio Nereo Rocco                                         | Dacia Aréna                         | San Marino Stadion  |
| Férőhely: 28,565                                           | Férőhely: 25,144                    | Férőhely: 6,664     |
|                                                            |                                     |                     |

## Csoportkör
A csoportkörben minden csapat a másik három csapattal egy-egy mérkőzést játszott, így összesen 6 mérkőzésre került sor mind a négy csoportban. A csoportokból az első két helyezett jutott tovább a negyeddöntőbe. Minden csoportban az utolsó két mérkőzést azonos időpontban játszották.
A sorrend meghatározása
Az Európa-bajnokság csoportjaiban ha két vagy több csapat a csoportmérkőzések után azonos pontszámmal állt, a következő pontok alapján kellett megállapítani a sorrendet:
1. több szerzett pont az azonosan álló csapatok között lejátszott mérkőzéseken
2. jobb gólkülönbség az azonosan álló csapatok között lejátszott mérkőzéseken (ha kettőnél több csapat áll azonos pontszámmal)
3. több szerzett gól az azonosan álló csapatok között lejátszott mérkőzéseken (ha kettőnél több csapat áll azonos pontszámmal)

Ha a felsorolt első három pont alapján két, vagy több csapat még mindig holtversenyben áll, akkor az első három pontot mindaddig alkalmazni kell, ameddig nem dönthető el a sorrend. Ha a sorrend nem dönthető el, akkor a következő pontok alapján állapítják meg a sorrendet:
1. jobb gólkülönbség az összes csoportmérkőzésen
2. több szerzett gól az összes csoportmérkőzésen
3. jobb UEFA-együttható (U21-es)

### A csoport
| Hely. | Csapat            | M | Gy | D | V | G+ | G– | Gk | P | Továbbjutás                                                                        |
| ----- | ----------------- | - | -- | - | - | -- | -- | -- | - | ---------------------------------------------------------------------------------- |
| 1.    | Spanyolország (A) | 3 | 2  | 0 | 1 | 8  | 4  | +4 | 6 | Továbbjutott az egyenes kieséses szakaszba és a 2020. évi nyári olimpiai játékokra |
| 2.    | Olaszország (H)   | 3 | 2  | 0 | 1 | 6  | 3  | +3 | 6 |                                                                                    |
| 3.    | Lengyelország (E) | 3 | 2  | 0 | 1 | 4  | 7  | −3 | 6 |                                                                                    |
| 4.    | Belgium (E)       | 3 | 0  | 0 | 3 | 4  | 8  | −4 | 0 |                                                                                    |

| 2019. június 16. 18:30 |

| Lengyelország | 3–2         | Belgium |
| ------------- | ----------- | ------- |
|               | Jegyzőkönyv |         |

| Mapei Stadium – Città del Tricolore, Reggio Emilia Nézőszám: 2 534 Játékvezető: Kovács István (román) |

| 2019. június 16. 21:00 |

| Olaszország | 3–1         | Spanyolország |
| ----------- | ----------- | ------------- |
|             | Jegyzőkönyv |               |

| Stadio Renato Dall'Ara, Bologna Nézőszám: 26 432 Játékvezető: Serdar Gözübüyük (holland) |

| 2019. június 19. 18:30 |

| Spanyolország | 2–1         | Belgium |
| ------------- | ----------- | ------- |
|               | Jegyzőkönyv |         |

| Mapei Stadium – Città del Tricolore, Reggio Emilia Nézőszám: 2 738 Játékvezető: Andris Treimanis (litván) |

| 2019. június 19. 21:00 |

| Olaszország | 0–1         | Lengyelország |
| ----------- | ----------- | ------------- |
|             | Jegyzőkönyv |               |

| Stadio Renato Dall'Ara, Bologna Nézőszám: 26 890 Játékvezető: Alekszej Kulbakov (fehérorosz) |

| 2019. június 22. 21:00 |

| Belgium | 1–3         | Olaszország |
| ------- | ----------- | ----------- |
|         | Jegyzőkönyv |             |

| Mapei Stadium – Città del Tricolore, Reggio Emilia Nézőszám: 20 075 Játékvezető: Srđan Jovanović (szerb) |

| 2019. június 22. 21:00 |

| Spanyolország | 5–0         | Lengyelország |
| ------------- | ----------- | ------------- |
|               | Jegyzőkönyv |               |

| Stadio Renato Dall'Ara, Bologna Nézőszám: 3 122 Játékvezető: Bobby Madden (skót) |

### B csoport
| Hely. | Csapat          | M | Gy | D | V | G+ | G– | Gk | P | Továbbjutás                                                                        |
| ----- | --------------- | - | -- | - | - | -- | -- | -- | - | ---------------------------------------------------------------------------------- |
| 1.    | Németország (A) | 3 | 2  | 1 | 0 | 10 | 3  | +7 | 7 | Továbbjutott az egyenes kieséses szakaszba és a 2020. évi nyári olimpiai játékokra |
| 2.    | Dánia (E)       | 3 | 2  | 0 | 1 | 6  | 4  | +2 | 6 |                                                                                    |
| 3.    | Ausztria (E)    | 3 | 1  | 1 | 1 | 4  | 4  | 0  | 4 |                                                                                    |
| 4.    | Szerbia (E)     | 3 | 0  | 0 | 3 | 1  | 10 | −9 | 0 |                                                                                    |

| 2019. június 17. 18:30 |

| Szerbia | 0–2         | Ausztria |
| ------- | ----------- | -------- |
|         | Jegyzőkönyv |          |

| Stadio Nereo Rocco, Trieszt Nézőszám: 5 421 Játékvezető: Andreas Ekberg (svéd) |

| 2019. június 17. 21:00 |

| Németország | 3–1         | Dánia |
| ----------- | ----------- | ----- |
|             | Jegyzőkönyv |       |

| Dacia Aréna, Udine Nézőszám: 7 131 Játékvezető: Orel Grinfeld (izraeli) |

| 2019. június 20. 18:30 |

| Dánia | 3–1         | Ausztria |
| ----- | ----------- | -------- |
|       | Jegyzőkönyv |          |

| Stadio Nereo Rocco, Trieszt Nézőszám: 7 297 Játékvezető: Georgi Kabakov (bolgár) |

| 2019. június 20. 21:00 |

| Németország | 6–1         | Szerbia |
| ----------- | ----------- | ------- |
|             | Jegyzőkönyv |         |

| Dacia Aréna, Udine Nézőszám: 9 837 Játékvezető: Kovács István (román) |

| 2019. június 23. 21:00 |

| Ausztria | 1–1         | Németország |
| -------- | ----------- | ----------- |
|          | Jegyzőkönyv |             |

| Stadio Nereo Rocco, Trieszt Nézőszám: 9 100 Játékvezető: Andris Treimanis (litván) |

| 2019. június 23. 21:00 |

| Dánia | 2–0         | Szerbia |
| ----- | ----------- | ------- |
|       | Jegyzőkönyv |         |

| Dacia Aréna, Udine Nézőszám: 4 543 Játékvezető: Alekszej Kulbakov (fehérorosz) |

### C csoport
| Hely. | Csapat        | M | Gy | D | V | G+ | G– | Gk | P | Továbbjutás                                                                        |
| ----- | ------------- | - | -- | - | - | -- | -- | -- | - | ---------------------------------------------------------------------------------- |
| 1.    | Románia       | 3 | 2  | 1 | 0 | 8  | 3  | +5 | 7 | Továbbjutott az egyenes kieséses szakaszba és a 2020. évi nyári olimpiai játékokra |
| 2.    | Franciaország | 3 | 2  | 1 | 0 | 3  | 1  | +2 | 7 | Továbbjutott az egyenes kieséses szakaszba és a 2020. évi nyári olimpiai játékokra |
| 3.    | Anglia        | 3 | 0  | 1 | 2 | 6  | 9  | −3 | 1 |                                                                                    |
| 4.    | Horvátország  | 3 | 0  | 1 | 2 | 4  | 8  | −4 | 1 |                                                                                    |

| 2019. június 18. 18:30 |

| Románia | 4–1         | Horvátország |
| ------- | ----------- | ------------ |
|         | Jegyzőkönyv |              |

| Olimpiai Stadion, Serravalle Nézőszám: 4 035 Játékvezető: Bobby Madden (skót) |

| 2019. június 18. 21:00 |

| Anglia | 1–2         | Franciaország |
| ------ | ----------- | ------------- |
|        | Jegyzőkönyv |               |

| Dino Manuzzi Stadion, Cesena Nézőszám: 11 288 Játékvezető: Srđan Jovanović (szerb) |

| 2019. június 21. 18:30 |

| Anglia | 2–4         | Románia |
| ------ | ----------- | ------- |
|        | Jegyzőkönyv |         |

| Dino Manuzzi Stadion, Cesena Nézőszám: 8 440 Játékvezető: Andreas Ekberg (svéd) |

| 2019. június 21. 21:00 |

| Franciaország | 1–0         | Horvátország |
| ------------- | ----------- | ------------ |
|               | Jegyzőkönyv |              |

| Olimpiai Stadion, Serravalle Nézőszám: 3 416 Játékvezető: Serdar Gözübüyük (török) |

| 2019. június 24. 21:00 |

| Horvátország | 3–3         | Anglia |
| ------------ | ----------- | ------ |
|              | Jegyzőkönyv |        |

| Olimpiai Stadion, Serravalle Nézőszám: 3 512 Játékvezető: Orel Grinfeld (izraeli) |

| 2019. június 24. 21:00 |

| Franciaország | 0–0         | Románia |
| ------------- | ----------- | ------- |
|               | Jegyzőkönyv |         |

| Dino Manuzzi Stadion, Cesena Nézőszám: 12 861 Játékvezető: Georgi Kabakov (bolgár) |

### Csoport másodikok sorrendje
| Hely. | Cs | Csapat        | M | Gy | D | V | G+ | G– | Gk | P | Továbbjutás                                                                        |
| ----- | -- | ------------- | - | -- | - | - | -- | -- | -- | - | ---------------------------------------------------------------------------------- |
| 1.    | C  | Franciaország | 3 | 2  | 1 | 0 | 3  | 1  | +2 | 7 | Továbbjutott az egyenes kieséses szakaszba és a 2020. évi nyári olimpiai játékokra |
| 2.    | A  | Olaszország   | 3 | 2  | 0 | 1 | 6  | 3  | +3 | 6 |                                                                                    |
| 3.    | B  | Dánia         | 3 | 2  | 0 | 1 | 6  | 4  | +2 | 6 |                                                                                    |

## Egyenes kieséses szakasz
Döntetlen esetén hosszabbítás majd tizenegyes párbaj döntött, az UEFA 2016. május 2-án úgy határozott, hogy a hosszabbításban egy negyedik csere indokolt bevetésére is lehetőség volt.
|  |               |               |             |             |   |               |               |       |
|  | Elődöntők     | Elődöntők     | Elődöntők   |             |   | Döntő         | Döntő         | Döntő |
|  | Elődöntők     | Elődöntők     | Elődöntők   |             |   | Döntő         | Döntő         | Döntő |
|  | június 27.    |               |             |             |   |               |               |       |
|  |               |               |             |             |   |               |               |       |
|  | Németország   | Németország   | 4           |             |   |               |               |       |
|  | Németország   | Németország   | 4           | június 30.  |   |               |               |       |
|  | Románia       | Románia       | 2           |             |   |               |               |       |
|  | Románia       | Románia       | 2           |             |   | Spanyolország | Spanyolország | 2     |
|  | június 27.    |               |             |             |   | Spanyolország | Spanyolország | 2     |
|  |               |               | Németország | Németország | 1 |               |               |       |
|  | Spanyolország | Spanyolország | Németország | Németország | 1 | 4             |               |       |
|  | Spanyolország | Spanyolország |             |             |   |               |               |       |
|  | Franciaország | Franciaország | 1           |             |   |               |               |       |
|  | Franciaország | Franciaország | 1           |             |   |               |               |       |
|  |               |               |             |             |   |               |               |       |

### Elődöntők
| 2019. június 27. 18:00 |

| Németország | 4–2         | Románia |
| ----------- | ----------- | ------- |
|             | Jegyzőkönyv |         |

| Stadio Renato Dall'Ara, Bologna Nézőszám: 16 211 Játékvezető: Orel Grinfeld (izraeli) |

| 2019. június 27. 21:00 |

| Spanyolország | 4–1         | Franciaország |
| ------------- | ----------- | ------------- |
|               | Jegyzőkönyv |               |

| Mapei Stadium – Città del Tricolore, Reggio Emilia Nézőszám: 6 522 Játékvezető: Georgi Kabakov (bolgár) |

### Döntő
| 2019. június 30. 20:45 |

| Spanyolország | 2–1         | Németország |
| ------------- | ----------- | ----------- |
|               | Jegyzőkönyv |             |

| Dacia Aréna, Udine Nézőszám: 23 232 Játékvezető: Srđan Jovanović (szerb) |

| A 2019-es U21-es labdarúgó-Európa-bajnokság győztese |
| ---------------------------------------------------- |
| · Spanyolország · 5. cím                             |

## Gólszerzők
7 gólos
- Luca Waldschmidt

4 gólos
- George Pușcaș

3 gólos
| - Nadiem Amiri - Marco Richter | - Federico Chiesa - Dani Olmo |  |

2 gólos
- Josip Brekalo
- Nikola Vlašić
- Joakim Mæhle
- Krystian Bielik
- Florinel Coman
- Ianis Hagi
- Dani Ceballos
- Pablo Fornals
- Borja Mayoral
- Mikel Oyarzabal
- Fabián Ruiz

1 gólos
- Kevin Danso
- Sascha Horvath
- Philipp Lienhart
- Hannes Wolf
- Sebastiaan Bornauw
- Dion Cools
- Aaron Leya Iseka
- Yari Verschaeren
- Jacob Bruun Larsen
- Jacob Rasmussen
- Andreas Skov Olsen
- Robert Skov
- Tammy Abraham
- Phil Foden
- Demarai Gray
- Jonjoe Kenny
- James Maddison
- Reiss Nelson
- Moussa Dembélé
- Jonathan Ikoné
- Jean-Philippe Mateta
- Mahmoud Dahoud
- Arne Maier
- Nicolò Barella
- Patrick Cutrone
- Lorenzo Pellegrini
- Sebastian Szymański
- Szymon Żurkowski
- Tudor Băluță
- Adrian Petre
- Andrija Živković
- Marc Roca

öngólos
- Aaron Wan-Bissaka (Franciaország ellen)

## Olimpia
A 2020. évi tokiói olimpiai játékokra a következő együttesek jutottak ki:
- Spanyolország
- Németország
- Románia
- Franciaország

## Külső hivatkozások
- Hivatalos honlap
- 2019 U21 EURO final tournament: Italy és San Marino, UEFA.com